# Randall Lesaffer
Randall Christophe Herman Lesaffer (Brugge, 25 april 1968) is een Belgisch gewoon hoogleraar rechtsgeschiedenis in Tilburg (1999-2019) en Leuven (2019-heden). Hij was decaan van de rechtenfaculteit aan de Universiteit van Tilburg (juli 2008-december 2012), waar hij sinds 2019 buitengewoon hoogleraar is. Zijn onderzoek en publicaties betreffen vooral de geschiedenis van het internationaal recht na 1500.

## Levensloop
Lesaffer, zoon van Herman Lesaffer en Rosa Depoortere, volbracht zijn middelbare studies (Latijn-Griekse humaniora) aan het Onze-Lieve-Vrouwecollege in Assebroek bij Brugge (1980-1986).
Zijn universitaire studies volbracht hij:
- Kandidaat in de Rechten (Grote Onderscheiding), Rijksuniversiteit Gent (1986-1988),
- Kandidaat in de Geschiedenis (Grote Onderscheiding), Katholieke Universiteit Leuven (1988-1990),
- Licentiaat in de Rechten (Grote Onderscheiding), KU Leuven (1988-1991),
- Baccalaureus in de Wijsbegeerte (Onderscheiding), KU Leuven (1990-1991),
- Licentiaat in de Geschiedenis (Grootste Onderscheiding), KU Leuven (1990-1992),
- 1ste Lic. Kerkelijk Recht (Grootste Onderscheiding), KU Leuven (1997-1998),
- Doctor in de rechten (KU Leuven) (1998) met zijn doctoraal proefschrift onder de titel Historische ontwikkelingen (1453-1763) en recente evolutie (1945-1997) van het klassieke Europese statensysteem in vredes- en alliantieverdragen.

In 1992-1993 volbracht Lesaffer zijn legerdienst als kandidaat reserve-officier bij de Belgische luchtmacht. Na een opleiding van september tot november 1992 bij de 9e Wing in Sint-Truiden, was hij tot april 1993 public relations officier bij de 10e Wing in Kleine Brogel. Van april tot juli 1993 werkte hij in Evere bij VSP/PRG 3, de afdeling Verdragen en Contracten van de Belgische luchtmacht. Hij zwaaide af als onderluitenant van het Vliegwezen.

## Beroepsactiviteiten
- Advocaat aan de balie van Brugge (1991-1995)
- Postdoctoraal onderzoeker bij het FWO Vlaanderen (1998-1999)
- Geassocieerd expert bij het Kabinet van de Minister van Telecommunicatie, Overheidsbedrijven en Participaties, belast met Middenstand (1999-2003)
- Katholieke Universiteit Leuven:
  - Assistent aan de Afdeling Romeins Recht en Rechtsgeschiedenis, KU Leuven (1991-1998)
  - Deeltijds Docent aan de Faculteit Rechtsgeleerdheid, KU Leuven (1998-2001)
  - Deeltijds Hoofddocent, Faculteit Rechtsgeleerdheid, KU Leuven (2001-2004)
  - Deeltijds Hoogleraar, Faculteit Rechtsgeleerdheid, KU Leuven (2004-2008)
  - Buitengewoon Hoogleraar Internationale en Europese Rechtsgeschiedenis, Faculteit Rechtsgeleerdheid, KU Leuven (2008-2019)
  - Gewoon hoogleraar rechtsgeschiedenis (2019- )
- Tilburg University:
  - Gewoon Hoogleraar Rechtsgeschiedenis, Tilburg University (1999-2019); Buitengewoon hoogleraar (2019- )
  - Decaan van Tilburg Law School (2008-2012)
- Hogere Opleiding Militaire Administratie aan het Koninklijk Hoger Instituut voor Defensie/nu Koninklijke Militaire School, Brussel:
  - Docent (2008-2010)

## Academische functies

### Bestuursfuncties binnen de universiteiten
- Voorzitter van de sectie Rechtsgeschiedenis, Tilburg (sinds 1999)
- Voorzitter van de Opleidingscommissie, Tilburg Law School (2002-2006)
- Voorzitter van de vakgroep Encyclopedie en Rechtsgeschiedenis, Tilburg (1999-2004 en 2006-2008)
- Decaan Tilburg Law School (1 juli 2008 - 31 december 2012)
- Stichter en medevoorzitter van de Law Schools Global League (2012-2013)
- Directeur van de Global Law Bachelor, Tilburg Law School (sinds 2015)
- Voorzitter van het department Romeins Recht en Rechtsgeschiedenis aan de KU Leuven (2018- ).

### Andere academische activiteiten
- Visiting professor aan de Universidade Catolica de Portugal, Lissabon, sinds 2015.
- Visiting professor aan de Law School of the University of Kyushu, Japan, (mei 2005) met als onderwerp European Contracts and Torts in Historical and Comparative Perspective.
- Visiting scholar at the Lauterpacht Research Centre for International Law at the University of Cambridge (herhaalde malen).
- Onderzoeksverblijven aan de Yale Law School in 2007 en 2008.
- Program Leader of the Tilburg Law Faculty's Centre for Transboundary Legal Development's Sub-Program 'The Westphalian myth revisited: State sovereignty and the process of international law-making and law-enforcement from the 16th century to the present' (2005-2012).
- Senior Researcher aan de International Victimology Institute Tilburg, Intervict (2005-2008).
- Visiting professor aan de IDC Radzyner Law School, Herzliya, Israël (maart 2013).
- Hoofdredacteur van de boekenserie Studies in the History of International Law (Brill/Nijhoff).
- Editor van Oxford Historical Treaties (Oxford University Press, online).
- Serie-editor van de Global Law series (Cambridge University Press).
- Lid van de redactie van de Journal of the History of International Law (Brill/Nijhoff).
- Voorzitter van Stichting Grotiana (sinds 2015).
- General editor 'The Cambridge History of International Law' (boekenreeks in 13 volumes met publicatie 2021 en 2026).
- Visiting professor aan de Scuola Superiore di Catania (oktober 2019).

## Bestuurlijke functies
- Bestuurder (1999-2013) en 2de Ondervoorzitter (2001-2013) van de Raad van Bestuur van de Maatschappij der Brugse Zeevaartinrichtingen nv (MBZ, Havenbestuur Brugge-Zeebrugge)
- Voorzitter van het Streekplatform arrondissement Brugge vzw (2002-2005)
- Eerste ondervoorzitter Regionaal Sociaal-Economisch Overlegcomité Brugge (2005-2007)
- Lid van de raad van bestuur van het schoolbestuur vzw Sint-Trudo Katholiek Onderwijs (Brugge), vanaf 1 september 2019, na fusie met vier andere scholengroepen, vzw Karel de Goede.

## Politieke functies

### Verkozen functies
- Kamer van Volksvertegenwoordigers voor VLD arrondissement Brugge eerste opvolger (1995-1999)
- Europees Parlement voor VLD, derde opvolger (1999-2004)
- Gemeenteraadslid van de stad Brugge voor CD&V (2011-2012)

### Bestuursfuncties
- Voorzitter van de PVV-jongeren West-Vlaanderen (1990-1992)
- Lid van het nationaal bureau van de PVV/VLD-jongeren (1986-1995 en 1997), 1ste ondervoorzitter (1991-1992)
- Lid nationaal bureau PVV/VLD (1991-1993)
- Nationaal voorzitter a.i. VLD-jongeren (1992-1993)
- Voorzitter VLD afdeling Brugge (1993-2001)
- Ondervoorzitter van CD&V afdeling Brugge (2007-2013)

## Publicaties

### Rechtsgeschiedenis en geschiedenis van het internationaal recht
- Moet vrede rechtvaardig zijn? Het vredesconcept in de historische ontwikkeling van het internationaal recht, Inaugural lecture in occasion of the acceptance of the Chair of Legal History at Tilburg University, Tilburg University Press, 1999 (ISBN 90-3619690-6).
- Europa: een zoektocht naar vrede ? Het klassieke statensysteem in vredes- en alliantieverdragen (1453-1763 en 1945-1997). Leuven University Press, 1999 (ISBN 90-6186953-6).
- Inleiding tot de Europese Rechtsgeschiedenis, Leuven, University Press, 2004 (ISBN 90-5867416-9), 2de herziene uitgave 2008.
- European Legal History: A Cultural and Political Perspective, Cambridge, Cambridge University Press, 2009 (2de en 3de druk 2010, ISBN 978-0-521-87798-5).
- Inge van Hulle and Randall Lesaffer (eds.), International Law in the Long Nineteenth Century (1776-1914). From the Public Law of Europe to Global International Law?, Studies in the History of International Law 11, Leiden and Boston, Brill/Nijhoff, 2019, (ISBN 978-90-04-39114-7).
- Geschiedenis van het publiekrecht, Leuven, ACCO, 2020 (ISBN 978-94-6379-919-5)
- De Rechtsstaat. Een geschiedenis van het Westen, Gent, Owl Press, Borgerhoff en Lamberigts, 2024, 880 blz. (ISBN 978-94-6475-925-9)

### Geschiedenis en cultuurgeschiedenis
- Defensor Pacis Hispanicae. De Kardinaal-Infant, de Zuidelijke Nederlanden en de Europese politiek van Spanje: van Nördlingen tot Breda (1634-1637), Standen en Landen vol. 97, Kortrijk, UGA, 1994, (ISBN 90-6768196-2)
- Cultuurgeschiedenis. De ontwikkeling van de Westerse cultuur van het jaar 1000 tot het begin van de 20ste eeuw, Leuven, Acco, 2000, (ISBN 90-3344514-X). 2de ed. 2002, 3de ed. 2006.
- Politicus en pleiter. Cicero in turbulent Rome, Davidsfonds, Leuven, 2003, (ISBN 90-5826204-9)

## Eerbetoon
- Sartonmedaille: Op 29 maart 2013 ontving Lesaffer de Sartonmedaille 2012-2013 aan de Universiteit Gent. Bij de overhandiging hield hij een lezing onder de titel War as sanction.